# Steve Susdorf
Stephen James Susdorf (né le 28 mars 1986 à Valencia, Californie, États-Unis) est un voltigeur des Ligues majeures de baseball ayant joué en 2013 pour les Phillies de Philadelphie.

## Carrière
Steve Susdorf joue au baseball pour les Bulldogs de Fresno State à l'Université d'État de Californie à Fresno et est d'abord repêché par les Tigers de Détroit de la Ligue majeure de baseball au 27e tour de sélection en 2007. Il repousse l'offre, retourne à Fresno State, puis signe un contrat avec les Phillies de Philadelphie lorsque ceux-ci le repêchent au 19e tour en 2008. 
Susdorf fait ses débuts dans le baseball majeur le 25 juillet 2013 avec Philadelphie. Il frappe son premier coup sûr au plus haut niveau, un double aux dépens du lanceur Rick Porcello des Tigers de Détroit, le 28 juillet suivant.